# 中国运载火箭技术研究院
中国运载火箭技术研究院，也称中国航天科技集团公司第一研究院（简称航天一院、火箭院），位于北京市，始建于1957年11月16日，是中国最大的导弹武器和运载火箭研究、设计、试制、试验和生产基地，隶属于中国航天科技集团。被誉为「中国航天发祥地」。

## 历史
1956年10月，国防部第五研究院成立，院长钱学森，政委谷景生，下设八个研究室。
1957年9月3日，中华人民共和国政府组成了以航委主任聂荣臻为团长的代表团赴苏联，于1957年9月10日开始和以别尔乌辛为首的苏联政府代表团举行谈判。9月14日，别尔乌辛提交了协定文本。10月15日，中苏双方签定了《中华人民共和国政府和苏维埃社会主义共和国联盟政府关于生产新式武器和军事技术装备以及在中国建立综合性原子工业的协定》，简称《十月十五日协定》或《中苏国防新技术协定》。
1957年10月30日，中国人民解放军总参谋长粟裕，副总参谋长黄克诚、陈赓召集王诤（通讯兵部主任）、朱明（通讯兵部政委）、李强（经贸部部长助理）、安东（航委秘书长）、钱学森（国防部第五研究院院长）、谷景生（国防部第五研究院政委）、刘秉彦（国防部第五研究院副院长）、林爽（国防部第五研究院副院长）等人开会研究“十月十五日协定”签定以后的新情况和新任务，以及导弹研究的领导和机构组织形式如何适应等问题。会议一致同意由国防部第五研究院作为总院，统一领导国防部第五研究院和中央军委通讯兵的军事电子科学研究院。
1957年11月15日，中华人民共和国国防部部长彭德怀向中华人民共和国国务院总理周恩来报告，建议：以国防部第五研究院为总院，统一领导国防部第五研究院和军事电子科学研究院。以国防部第五研究院的一部分成立国防部第五研究院第一分院；以军事电子科学研究院作为国防部第五研究院第二分院；其党政工作、行政管理、物资保证都由总院统管。调通讯兵部主任兼军事电子科学研究院院长王诤任国防部第五研究院副院长。
1957年11月16日，国务院总理周恩来任命钱学森为国防部第五研究院院长兼第一分院院长，刘有光为政治委员；王诤为国防部第五研究院副院长兼第二分院院长；谷景生改任国防部第五研究院副政治委员兼第一分院政治委员；刘秉彦为国防部第五研究院副院长兼第一分院副院长。1957年12月9日，国防部部长彭德怀任命林爽由国防部第五研究院副院长改任国防部第五研究院第一分院副院长。中共国防部第五研究院党委决定，由第一分院副院长林爽主持第一分院工作。
至此，中华人民共和国国防部第五研究院第一分院、第二分院成立，并以周恩来总理任命国防部第五研究院主要领导的1957年11月16日为两个分院的成立日。
1964年11月，国防部第五研究院第一分院改为中华人民共和国第七机械工业部第一研究院。
1982年4月，中央决定实行国家机关体制改革，中华人民共和国第七机械工业部改为中华人民共和国航天工业部，本院随即改称中华人民共和国航天工业部第一研究院。
1988年7月，中华人民共和国航天工业部与中华人民共和国航空工业部合并，成立中华人民共和国航空航天工业部，本院随即改称中华人民共和国航空航天工业部第一研究院。1989年2月，中华人民共和国航空航天部批复同意本院的第二名称为“中国运载火箭技术研究院”，该第二名称沿用至今。
1993年6月，中华人民共和国航空航天工业部撤销，成立中国航天工业总公司，本院随即改称中国航天工业总公司第一研究院。
1999年7月，根据第九届全国人民代表大会第一次会议的决定，经国务院批准，中国航天工业总公司分拆为中国航天科技集团公司和中国航天机电集团公司（后来改为中国航天科工集团公司），本院随即改称中国航天科技集团公司第一研究院。
1998年，依托中国运载火箭技术研究院建立了中国亚太移动通信卫星有限责任公司。2016年10月19日，该公司改组为中国长征火箭有限公司（簡稱中國火箭；CHINAROCKET），并在北京钱学森青少年航天科學院举行揭牌仪式。

## 组织结构
截至2016年，中国运载火箭技术研究院有13个中央在编事业单位（含该院本级），3个预算内企业单位，6个院属非法人实体单位，3个院级全资公司，4个院级控股公司，2家上市公司；该院本部设有16个部门。截至2016年有从业人员约3.16万人，31位中国科学院院士、中国工程院院士曾在一院工作过，2016年现有院士7位。

## 历任领导
| 姓名   | 在任时期      |
| ------ | ------------- |
| 钱学森 | 1957年—1960年 |
| 刘煊   | 1960年—1975年 |
| 李明实 | 1975年—1979年 |
| 张镰斧 | 1979年—1984年 |
| 李伯勇 | 1984年—1986年 |
| 王永志 | 1986年—1991年 |
| 沈辛荪 | 1991年—1994年 |
| 厉建中 | 1994年—2000年 |
| 许达哲 | 2000年—2001年 |
| 吴燕生 | 2002年—2007年 |
| 李洪   | 2007年—       |

| 姓名   | 职务               | 在任时期      |
| ------ | ------------------ | ------------- |
| 谷景生 | 政治委员           | 1957年—1958年 |
| 张钧   | 政治委员、党委书记 | 1959年—1975年 |
| 李明实 | 党委书记           | 1977年—1982年 |
| 张镰斧 | 党委代理书记       | 1983年—1984年 |
| 沈辛荪 | 党委书记           | 1984年—1991年 |
| 肖东太 | 党委书记           | 1991年—1996年 |
| 王宗银 | 党委书记           | 1996年—2003年 |
| 梁小虹 | 党委书记           | 2003年—2016年 |
| 郝照平 | 党委书记           | 2016年—       |